# مارتن ابراهام
مارتن ابراهام (بالتشيكية: Martin Abraham)‏ (20 سبتمبر 1978 في التشيك - ) هو لاعب كرة قدم تشيكي في مركز الوسط. لعب مع بوهيميانز 1905 وسبارتا براغ وسلافيا براغ وفيهين فيسبادن ونادي أيك لارنكا ونادي سلوفان ليبيريتس ونادي ملادا بوليسلاف ونادي بريبرام وSK Dolní Kounice ‏ وFC Zlín ‏ وFSV Budissa Bautzen ‏ ونادي سلوفاكو.

## وصلات خارجية
- مارتن ابراهام على موقع قاعدة بيانات كرة القدم.إي يو (الإنجليزية)
- مارتن ابراهام على موقع بيانات كرة القدم. دي إي (الألمانية)
- مارتن ابراهام على موقع Soccerway.com (الإنجليزية)
- مارتن ابراهام على موقع عالم كرة القدم.نت (الإنجليزية)